# Tullibody
Tullibody är en by i Clackmannanshire i Skottland. Byn är belägen 46,6 km 
från Edinburgh. Orten har 8 720 invånare (2016).